# Nebria virescens
Nebria virescens är en skalbaggsart som beskrevs av Horn. Nebria virescens ingår i släktet Nebria och familjen jordlöpare. Inga underarter finns listade i Catalogue of Life.